# Antropologia historyczna
Antropologia historyczna a. antropologia historii – dziedzina brytyjskiej antropologii społecznej zajmująca się etnograficznym odczytywaniem historii, która wyłoniła się w latach 1960. wraz z upadkiem paradygmatu funkcjonalistycznego zorientowanego na badania synchroniczne. Pierwszym antropologiem brytyjskim, który otwarcie ogłosił potrzebę powrotu do badań historycznych był Edward Evans-Pritchard.
W odróżnieniu od tradycyjnej historiografii, koncentrującej się na analizie empirycznych „faktów historycznych”, antropologia historyczna w centrum swojego zainteresowania stawia mniej uchwytną kulturę. Antropologia historyczna znajduje się pod silnym wpływem francuskiej mikrohistorii.
Najbardziej znani antropolodzy historyczni to związani z Oksfordem (gdzie pracował Edward Evans-Pritchard) Edwin Ardener, Kirsten Hastrup, Malcolm Chapman. 
Odpowiednikiem antropologii historycznej w amerykańskiej antropologii kulturowej jest etnohistoria.
W 2011 roku wyszedł pierwszy numer Rocznika Antropologii Historii . Czasopismo publikuje raz w roku Bibliografie Antropologii Historii.